# Meysəri
Meysəri è un comune dell'Azerbaigian situato nel distretto di Şamaxı. Conta una popolazione di 624 abitanti.